# Société botanique de Russie
La Société de botanique de Russie (en russe: Русское ботаническое общество, РБО) est une société savante dépendant de l'Académie des sciences de Russie qui a été fondée en 1915. Elle réunit des savants botanistes de Russie. Son adresse se situe au no 2 de la rue du professeur Popov à Saint-Pétersbourg.

## Historique
La société est fondée en mai 1915 à Pétrograd à l'initiative des botanistes Sergueï Navachine, Evgueni Botchal et Alexandre Fomine qui font appel en avril 1915 aux professeurs Famintsyne et Borodine (membres de l'Académie des sciences) au nom de la Société des naturalistes de Kiev, pour demander la fondation d'une société de botanique et la publication d'une revue. La première séance se tient en décembre 1915 avec vingt-six botanistes de diverses sociétés botaniques de Russie. La fondation est reconnue par l'Académie le 3 mars 1916.
Elle s'appelle Société botanique de Russie de 1915 à 1932, puis de 1932 à 1945 Société botanique d'État de toute la Russie (sous la dépendance du commissariat du Peuple à l'éducation de la RSFSR) et de 1945 à 1994 Société botanique de l'Union (sous la dépendance de l'Académie des sciences d'URSS). Elle a retrouvé son nom de Société botanique de Russie en 1994.

## Structure
En 1969, la Société comprenait plus de cinq mille membres effectifs partagés en 49 départements dans toutes les républiques d'URSS, sections et commissions permanentes. En 1988, elle comprenait huit mille membres et en 1991 perd ses membres des républiques ayant pris leur indépendance. En 2009, la Société comprenait 45 départements régionaux.

## Présidents
La direction de la Société est confiée à un président, un président d'honneur, des vice-présidents, à des secrétaires scientifiques et à des membres du conseil de la Société.
- 1916-1930: Ivan Borodine
- 1930-1945: Vladimir Komarov
- 1946-1963: Vladimir Soukatchiov
- 1963-1973: Evgueni Lavrenko
- 1973-1991: Armen Takhtajan
- 1991-: Rudolph Kaméline

## Revues
La Société publie des revues, des travaux scientifiques, des monographies (dont La Flore de Sibérie occidentale de Krylov en plusieurs tomes), etc. parmi lesquels:
- Journal de Botanique, mensuel paraissant depuis 1916
- Problemy botaniki (Les Problèmes de botaniques), série paraissant depuis 1950
- Botanitcheski vestnik (Le Messager de botanique)

## Adresse
RBO, 2 rue Professeur-Popov, 197376 Saint-Pétersbourg; 197376 Санкт-Петербург, ул. проф. Попова, д. 2, РБО

## Source
- (ru) Cet article est partiellement ou en totalité issu de l’article de Wikipédia en russe intitulé « Русское ботаническое общество » (voir la liste des auteurs).